# Broken Group
Die Broken Group (auch Broken Group Islands) ist ein Archipel in den Küstengewässern der kanadischen Provinz British Columbia, an der Westküste von Vancouver Island. Die Inselgruppe liegt am westlichen Ende des Barkley Sound, im Alberni-Clayoquot Regional District. Die Inselgruppe ist Teil des Pacific-Rim-Nationalparks sowie traditionelles Jagd-, Siedlungs- und Fischfanggebiet verschiedener Gruppen der First Nations, hier der Nuu-chah-nulth.
Die nächstgelegenen größeren Ansiedlungen sind Ucluelet im Westen und Bamfield im Osten. Auf den Inseln der Gruppe finden sich mehrere Reservate der Tseshaht (Omoah No. 9, Keith Island No. 7 und Cleho No. 6) und der Hupacasath (Nettle Island No. 5), welche jedoch nicht dauerhaft bewohnt sind.
Am 27. Februar 1930 lief die HMCS Thiepval, ein Marinetrawler der Battle-Class der Royal Canadian Navy, bei seiner Fahrt durch die Inselgruppe auf einen nicht kartierten Felsen und sank später zwischen Turret Island und Turtle Island. Der Kanal in dem der Trawler sank, trägt heute den Namen Thiepval Channel.

## Inseln
Der Archipel umfasst zahlreiche kleiner und kleinste Inseln zwischen dem Loudoun Channel im Westen, dem Sechart Channel in Norden und dem Imperial Eagle Channel im Osten.
Die größeren der Inseln sind:
- Dodd Island
- Effingham Island
- Gibraltar Island
- Jaques Island
- Nettle Island
- Turtle Island